# Faja petrolífera del Orinoco
La faja petrolífera del Orinoco (FPO) es una extensa zona geográfica ubicada al norte del río Orinoco y su desembocadura, en Venezuela, rica en petróleo pesado y extrapesado. Fue descubierta en 1936. Su nombre se debe a la cercanía del río, pues la formación geológica de los yacimientos no está relacionada con el mismo. 
Se extiende sobre un área de unos 650 km de este a oeste y unos 70 km de norte a sur, para una superficie total de 55.314 km² y un área de explotación actual de 11.593 km². Estos territorios comprenden parte de los estados venezolanos de Guárico, Anzoátegui, Monagas y Delta Amacuro, desde el suroeste de la ciudad de Calabozo, en Guárico, hasta la desembocadura del río Orinoco en el océano Atlántico. Forma parte de la cuenca sedimentaria oriental de Venezuela y por las magnitudes de los yacimientos de petróleo y gas, constituye una cuenca por sí misma. 
Es considerada la acumulación más grande de petróleo que existe en el mundo.En 2009, el Servicio Geológico de EE. UU. aumentó las reservas estimadas a 513 mil millones de barriles (8,16 × 1010 m3) de petróleo que es "técnicamente recuperable (producible utilizando la tecnología y las prácticas industriales actualmente disponibles)". No se hizo ninguna estimación de cuánto petróleo es económicamente recuperable. Las reservas de petróleo original en el sitio de la Faja, PDVSA alcanzan hasta ahora 1,200 a 1,360 billones de barriles de petróleo. World energy dice que la faja petrolífera del orinoco es la mayor acumulación de petróleo del mundo con 1,200 billones de barriles de petróleo. Además de otros sitios con petróleo en Venezuela como el lago de Maracaibo ect, también encontrado en 2015 por la ExxonMobil aun más petróleo y gas en aguas venezolanas en el atlántico en el estado Guayana Esequiba.

## Historia
El 7 de enero del año 1936; la compañía estadounidense Standard Oil of New Jersey, con la perforación del pozo "La Canoa-1" ubicado en el estado Anzoátegui, dio inicio a la explotación de la Faja Petrolífera del Orinoco (FPO). Aquel pozo, situado en las cercanías de la comunidad La Canoa, estuvo activo aproximadamente 44 días, produciendo aproximadamente mil barriles netos de crudo al día. Pero para ese entonces, las actividades de explotación fueron abandonadas por la compañía transnacional, debido a la dificultad para extraer el hidrocarburo extrapesado. En 1938 se perfora el primer pozo descubridor de hidrocarburos con el nombre de “Zuata 1”
En la década de los 70 se realizaron diversos estudios exploratorios de la FPO en una superficie geográfica de más de 55 mil kilómetros cuadrados, distribuidos al sur de los estados Delta Amacuro, Monagas, Anzoátegui y Guárico. Mantiene una producción de 838 mil barriles diarios y reservas probadas estimadas en 153 mil millones de barriles. En 1971 el Ministerio de Minas e Hidrocarburos le da el nombre Faja Petrolífera del Orinoco (FPDO).
Para 1979: la FPO es dividida en 4 bloques: Cerro Negro, Hamaca, Zuata y Machete.
En 1993  la empresa estadounidense Conoco participaba con 50,1% y PDVSA Petróleo y Gas con 49,9%. Petrozuata C.A. siendo la empresa pionera para la exploración y explotación de crudo extra pesado, comenzando operaciones comerciales el 12 de abril de 2001 su función era producir el crudo extra pesado en la Región de Zuata
En el año 1997 fue firmado el acuerdo de Asociación Estratégica Cerro Negro. Después de la fusión de las empresas Exxon y Mobil en el año 2000, la compañía ha continuado sus operaciones en el país como ExxonMobil de Venezuela. La actividad más importante en Venezuela es la Asociación Estratégica Cerro Negro, (42% PDVSA, 42% ExxonMobil y 16% British Petroleum (BP))
El 26 de febrero de 2007, el Gobierno de Venezuela dictó el Decreto N.º 5.200, con rango, valor y fuerza de Ley de Migración a Empresas Mixtas de: 
- Los Convenios de Asociación de la Faja Petrolífera del Orinoco
- Los Convenios de Exploración a Riesgo y Ganancias Compartidas

Con lo cual se elimina las asociaciones estratégicas FAO (Faja Petrolífera del Orinoco) y se forman las empresas mixtas (PDVSA – Empresas Privadas o Estatales).
En el 2015 el Gobierno activó el plan de desarrollo integral para la Faja Petrolífera del Orinoco, y en 2016 el presidente Maduro decretó la Faja Petrolífera del Orinoco Hugo Chávez como Zona de Desarrollo Estratégico.
Actualmente la Faja cuenta con 61 campos operativos y 2 606 pozos activos, y es considerada el mayor reservorio de petróleo pesado y extrapesado del mundo.

## Zonas o campos
La Faja Petrolífera del Orinoco (FPO) está conformada por cuatro campos y estos a su vez segmentados en 29 bloques de aproximadamente  500 km²
- Campo Ayacucho con reservas estimadas en 87.000 millones de barriles. Ubicada al Sur del estado Anzoátegui con 7 bloques
- Campo Carabobo  con reservas estimadas en 227.000 millones de barriles. Ubicada en la zona Centro Sur del Estado Monagas y Sur Este del estado Anzoátegui con 4 bloques
- Campo  Boyacá con reservas estimadas en 489.000 millones de barriles. Ubicada al Centro Sur del estado Guárico con 8 bloques
- Campo Junín con reservas estimadas en 557.000 millones de barriles. Ubicada al Sur Este del estado Guárico y al Sur Oeste del E. Anzoátegui con 10 bloques

Para un total de 1,36 billones de barriles, subdivididos en 29 bloques de 500 km² cada uno aproximadamente, teniendo un potencial aún mayor de producción si se explorase en su totalidad y confirmase todas las investigaciones más recientes hechas sobre esta zona de gran importancia en la producción petrolífera actual y futura.

## PDVSA, Estructura por DIVISIONES en la FPO[5]
- DIVISIÓN JUNIN
  - Petrolera Indovenezolana, S.A
  - Petrocedeño, S.A.
  - Petro San Félix, S.A.
  - Petromiranda, S.A.
  - Petromacareo, S.A.
  - Petrourica, S.A.
  - Petrojunín, S.A.

- DIVISIÓN CARABOBO
  - Petrodelta, S.A.
  - Petrolera Sinovensa, S.A.
  - Petromonagas, S.A.
  - Petrocarabobo, S.A.
  - Petroindependencia, S.A
  - Petrovictoria
  - Distrito Morichal

- DIVISIÓN AYACUCHO
  - Petrokariña, S.A.
  - Petroven-Bras , S.A.
  - Petroritupano, S.A.
  - Petronado, S.A.
  - Petrocuragua, S.A.
  - Petrozumano, S.A.
  - Petrolera Kaki, S.A.
  - Petrolera Vencupet
  - Petrolera Sino-Venezolana, S.A. (Caracoles)
  - Petrolera Bielovenezolana, S.A (Guara Este)
  - Petropiar, S.A.
  - Petrolera Venangocupet
  - Distrito San Tomé

- DIVISIÓN BOYACÁ
  - Petroguárico, S.A.
  - Nuevas empresas mixtas campos maduros.
  - Nuevas empresas mixtas en la FPO

## Certificación
El plan de certificación propuesto por el Gobierno venezolano de reservas de crudo llamado Proyecto Magna Reserva documentaría la existencia de unos 172.000 millones de barriles de petróleo. Es decir, las reservas certificadas sólo representarían un 20% del crudo original en el sitio. Actualmente Venezuela tiene reservas petroleras estimadas en 296.500 millones de barriles (159 litros de crudo por barril), con un factor de recuperación del 20%, certificados por la OPEP, lo que indica que Venezuela ocupa el primer lugar del Mundo con las mayores reservas petroleras, por encima de Arabia Saudita.
En este escenario, la Faja Petrolífera del Orinoco surge como uno de los factores de importancia mundial en la política geopetrolífera del Gobierno venezolano, debido al potencial de sus reservas.

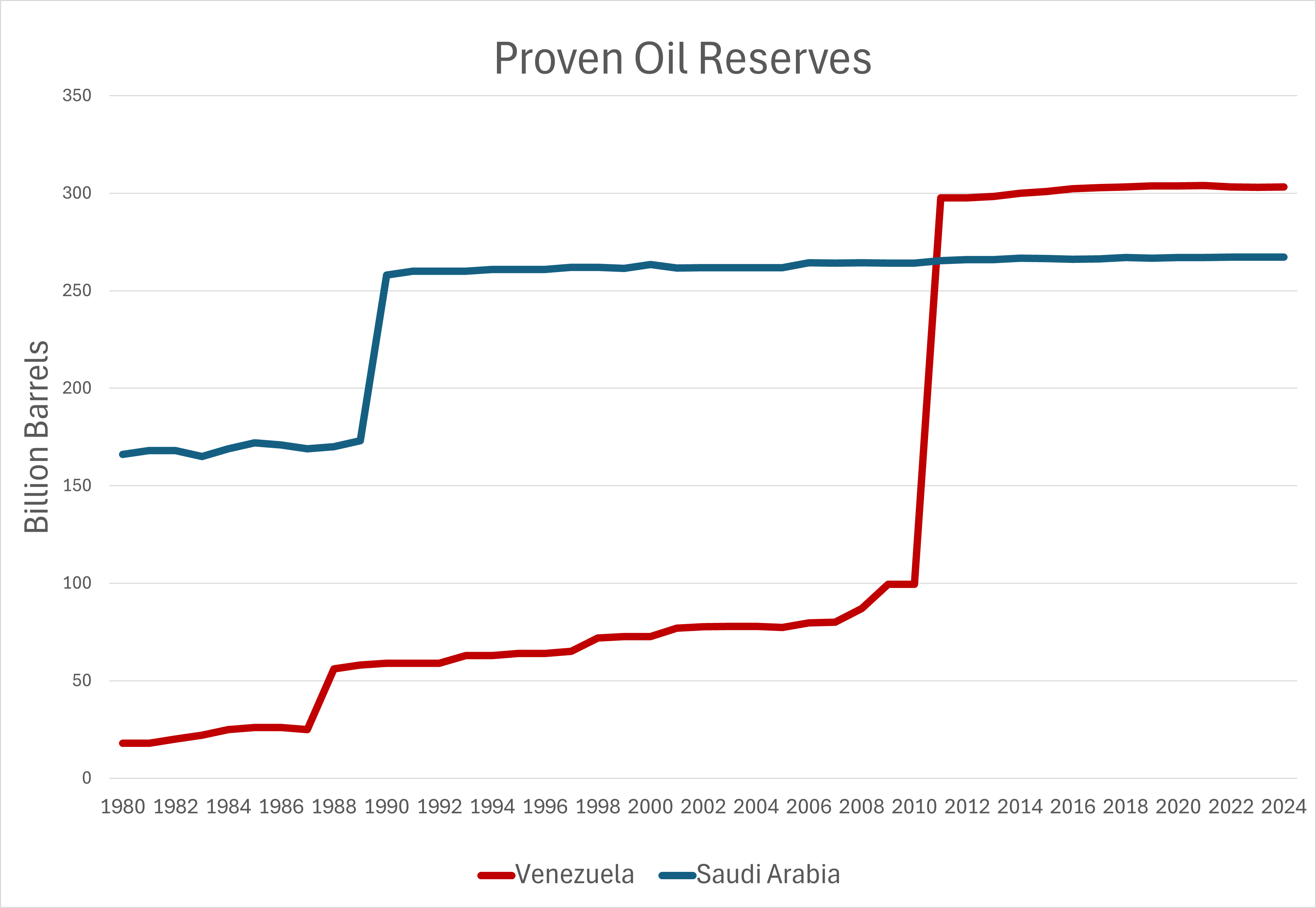
Reservas de petróleo de Venezuela, en comparación con Arabia Saudita.

La importancia geoestratégica de la Faja Petrolífera del Orinoco quedó de manifiesto durante el viaje realizado por Hugo Chávez a Europa en julio de 2008, en el que logró varios acuerdos comerciales con Rusia, Bielorrusia, Portugal y España para su prospección y futuras exploraciones, de manos de la estatal PDVSA, para así garantizar una fuente constante de divisas para el fisco nacional y una notable independencia en materia de recursos energéticos.

## Convenios con Asociaciones Productivas
Después de febrero de 2007 la apertura petrolera poniendo fin al proceso de privatización de la industria petrolera en la década de los 90, se inició una asociación mixta y se firmaron los acuerdos de entendimiento con PDVSA con una mayoría accionaria, con 11 de las 13 empresas que venían produciendo desde la década de 1990.  Las empresas que no aceptaron las nuevas condiciones fueron ConocoPhillips con 50.1% de Petrozuata CA. (inició en 1996) y  ExxonMobil con 41.67% de Asociación Estratégica Cerro Negro (inició en 1997)
- Petropiar (70% PDVSA, 30% Chevron) La compañía refina 175.000 barriles diarios petróleo extra pesado y produce crudo sintético,
- Petrocedeño (60% PDVSA, 30,3% Total, 9,7% Statoil)  produce 200 mil barriles diarios de crudo extra pesado,
- Petromonagas (83,33% PDVSA, 16,67% TNK-BP) procesa 120 mil barriles diarios de petróleo provenientes de 98 pozos
- Petrolera Sinovensa (60% PDVSA, 40% CNPC Corporación China) produce 30 mil barriles diarios de petróleo bajo el sistema de la orimulsión.
- Petromacareo (60% PDVSA, 40% Petrovietnam) producen  un promedio mínimo de 6 mil barriles diarios de crudo extra pesados
- Petromiranda (60% PDVSA, 40% Consorcio Petrolero Ruso) producen un promedio de 5 mil barriles diarios de crudo extra pesados
- Petroindependencia (60% PDVSA, 34% Chevron, 5% Inpex-Mitsubishi-Jogmec, 1% Suelopetrol)
- Petrocarabobo (60% PDVSA, 11% Repsol, 11% Petronas, 11% ONGC; 3,5% Oil India Limited; 3,5% Indian Oil Corporation Limited)
- Petrourica (60% PDVA, 40%CNC)
- Petrojunin (60% PDVSA, 40% ENI)(Ente Nazionale Idrocarburi, Corporación Nacional de Hidrocarburos) es una empresa energética italiana
- Petrobicentenario (60% PDVSA, 40% ENI)